# Washington Camacho
Washington Fernando Camacho Martínez (Paso de los Toros, 8 aprile 1986) è un ex calciatore uruguaiano, di ruolo centrocampista.

## Caratteristiche tecniche
È un terzino sinistro.

## Palmarès

### Club

#### Competizioni nazionali
- Copa Argentina: 1

Rosario Central: 2017-2018

#### Competizioni internazionali
- Coppa Sudamericana: 1

Defensa y Justicia: 2020